# Успение Богородично (Стар Чифлик)
Вижте пояснителната страница за други значения на Света Богородица.
„Успение Богородично“ или „Света Богородица“ (на гръцки: Κοιμήσεως της Θεοτόκου) е възрожденска православна църква в бившето костурско село Стар чифлик (Палио Цифлики), част от Костурската епархия на Вселенската патриаршия.
Църквата е разположена близо до северния бряг на Костурското езеро, в подножието на Вич. Изградена е като малка църква в XVII век, откогато има запазени няколко икони. По-късно е обновена и е построена чешма и помощна сграда.
- Икона на Иисус Христос от XVII век, която вече не е в храма
- Икона на Света Богородица от XVII век, надживописана в 1917 г.